# Quartett pour clarinette de Penderecki
Le Quartett pour clarinette, également connu sous le nom de Quartett pour clarinette et trio à cordes, est une œuvre pour clarinette, violon, alto et violoncelle du compositeur polonais Krzysztof Penderecki . Elle a été achevée en 1993.

## Composition et première
Cette composition a été dédiée à Ake Holmquist et créée à Lübeck le 13 août 1993,. Pour cette représentation, la clarinettiste israélienne Sharon Kam, le violoniste allemand Christoph Poppen (en), l'altiste américaine Kim Kashkashian et le collaborateur et violoncelliste russe Boris Piergamienszczikow (en) ont joué l'œuvre sous la baguette de Penderecki lui-même. Ces musiciens ont également interprété la pièce pour la diffuser à la télévision, également avec Penderecki comme chef d'orchestre. Il a ensuite été publié par Schott Music.
Le saxophoniste Harry Kinross-White (en) a également écrit un arrangement de cette composition pour quatuor de saxophones en 1999. La première exécution de cet arrangement a eu lieu lors des Journées de musique contemporaine de Dresde en 1999 par le Quatuor de saxophones Raschèr.

## Analyse
Le Quatuor pour clarinette dure environ 15 minutes et est composé de quatre mouvements. La liste des mouvements est la suivante:
1. Notturno. Adagio
2. Scherzo. Vivacissimo
3. Serenade. Tempo di Valse
4. Abschied. Larghetto

## Critique
Cette composition a reçu un accueil universel, tant lors de la première représentation que lors des enregistrements. Lors de la première, la composition a été jouée deux fois en raison de la demande du public. Selon Lutz Lesle, la composition a été inspirée par le Quintette à cordes en ut majeur de Schubert
.

## Enregistrements (sélection)
Voici quelques-uns des enregistrements les plus connus de cette pièce :
| Clarinette       | Violon           | alto                 | violoncelle              | Label                                 | année d'enregistrement | Format     |
| ---------------- | ---------------- | -------------------- | ------------------------ | ------------------------------------- | ---------------------- | ---------- |
| Sharon Kam       | Christoph Poppen | Kim Kashkashian      | Boris Piergamienszczikow | Sony                                  | 1993                   | CD and DVD |
| Martin Fröst     | Patrick Swedrup  | Ingegerd Kierkegaard | Helena Nilsson           | BIS Records                           | 1994                   | CD         |
| Ulf Rodenhäuser  | Ida Bieler       | Enrique Santiago     | Martin Ostertag          | Musikproduktion Dabringhaus und Grimm | 1997                   | CD,        |
| Donald Montanaro | Luis Biava       | Sidney Curtiss       | William Stokking         | Boston Records                        | 1996                   | CD         |
| Michel Lethiec   | Régis Pasquier   | Bruno Pasquier       | Arto Noras               | Naxos                                 | 2001                   | CD,        |

La version pour quatuor de saxophones a également été enregistrée par le Raschèr Saxophone Quartet et publiée par BIS Records en 2001.